# 仁德醫護管理專科學校
仁德醫護管理專科學校，簡稱仁德醫專，位於臺灣苗栗縣後龍鎮，鄰近外埔漁港。創辦人暨首任校長邱仕豐博士於1967年創立仁德高級藥劑職業學校，於1999年升格為仁德醫護管理專科學校，現任校長為黃柏翔博士。

## 沿革
- 1967年，私立仁德高級藥劑職業學校創校，設有藥學科。
- 1969年，增設高職四年制護理助產合訓科。
- 1972年，增設醫事檢驗科。
- 1976年，改名私立仁德高級醫事職業學校。
- 1980年，增設復健技術科、醫用光學技術科。
- 1985年，停招藥學科。
- 1990年，四年制護理助產合訓科，改為三年制護理科。
- 1999年，「自行」改制為仁德醫護管理專科學校，隨後再報備教育部，原高職三年制護理科改為專科五年制護理科。增設資訊管理科。
- 2000年，增設應用外語科。
- 2001年，醫用光學技術科改名視光學科。
- 2003年，增設餐飲管理科。
- 2005年，增設職業安全衛生科。
- 2008年，增設幼兒保育科。
- 2009年，增設老人照顧科、二年制生命關懷事業科。停招應用外語科。
- 2011年，增設健康美容觀光科、二年制調理保健技術科。停招老人照顧科、資訊管理科。
- 2012年，增設高齡健康促進科、數位媒體應用科。
- 2013年，餐飲管理科改名餐旅管理科。
- 2014年，增設五年制生命關懷事業科。
- 2016年，數位媒體應用科改名行動數位商務科。
- 2017年，增設五年制調理保健技術科、口腔衛生學科。
- 2018年，增設五年制生技製藥經營管理科。
- 另，曾設有醫用事務會計科、資料處理科、不動產事務科、美容美髮科及綜合高中科，但不知設置及停招時間。

## 教學單位
| 教學單位 | 護理科         | 復健科 物理治療組 職能治療組 |
| 教學單位 | 醫事檢驗科     | 視光學科                     |
| 教學單位 | 餐旅管理科     | 幼兒保育科                   |
| 教學單位 | 職業安全衛生科 | 生命關懷事業科               |
| 教學單位 | 健康美容觀光科 | 調理保健技術科               |
| 教學單位 | 高齡健康促進科 | 行動數位商務科               |
| 教學單位 | 口腔衛生學科   | 生技製藥經營管理科           |
| 教學單位 | 外國語言中心   | 通識教育中心                 |

## 行政單位
| 行政單位 | 校長室     | 教務處         |
| 行政單位 | 學務處     | 總務處         |
| 行政單位 | 秘書室     | 夜間部         |
| 行政單位 | 人事室     | 會計室         |
| 行政單位 | 圖書館     | 電子計算機中心 |
| 行政單位 | 招生委員會 | 學生輔導中心   |
| 行政單位 | 軍訓室     | 實習就業輔導處 |
| 行政單位 | 研究發展室 |                |

## 學生社團

### 自治性組織
- 學生議會
- 學生自治會會
- 畢聯會
- 護理科科學會
- 復健科科學會
- 視光學科科學會
- 口腔衛生學科科學會
- 健康美容觀光科科學會
- 調理保健技術科科學會
- 生技製藥經營管理科科學會
- 幼兒保育科科學會
- 餐旅管理科科學會
- 職業安全衛生科科學會

### 服務性社團
- 親善大使
- 紅十字社區服務隊
- 向陽志工社
- 交通安全服務社

### 運動性社團
- 學生儀隊
- 桌球社

## 歷年日間部師生比及新生註冊率
- 110學年度日間部學生人數5970，專任老師人數215，日間部師生比27.77（學生數/老師數）。

- 112學年度新生註冊率81.89%。
- 113學年度新生註冊率72.71%。